# Noordelijke korrelschelp
De Noordelijke korrelschelp (Lyonsia norwegica) is een tweekleppigensoort uit de familie van de Lyonsiidae. De wetenschappelijke naam van de soort werd in 1791 voor het eerst geldig gepubliceerd door Johann Friedrich Gmelin in de oorspronkelijke combinatie Mya norwegica. In oudere publicaties werd het vaak verkeerd gespeld als Lyonsia norvergica. Het is de facto typesoort van het geslacht Lyonsia, aangezien de formele typesoort, Mya striata Montagu, 1816 een jonger, subjectief synoniem is van Mya norwegica.

## Beschrijving
De enigszins ongelijk scharnierende behuizing van de Noordelijke korrelschelp is tot 40 mm lang, waarbij de linker klep iets meer gewelfd en groter is dan de rechter klep. De witachtige opperhuid is dun, kwetsbaar en doorschijnend. Het bestaat uit een binnenlaag van gelaagd parelmoer, een middelste laag van lenticulair parelmoer en een buitenste prismatische laag. De versiering bestaat uit groeistroken evenwijdig aan de rand en radiale lijnen. De binnenrand van de behuizing is glad. Het periostracum is beige tot lichtbruin. Het is vaak bedekt met zandkorrels en stekels van zee-egels. Het binnenoppervlak van de schelp heeft een parelachtige glans. Het zachte lichaam is witachtig met een gelige tint. De sifons zijn kort en hebben een franje rond de openingen en wat filamenten rond de basis. De witachtige voet is tongvormig en uitschuifbaar.

## Verspreiding
Het verspreidingsgebied van de Noordelijke korrelschelp strekt zich uit van IJsland, de Faeröer en Noorwegen tot het Iberisch Schiereiland en Marokko. Het wordt ook gevonden in de wateren rond Madeira en de Canarische Eilanden, evenals in de Middellandse Zee. In de Noordzee voornamelijk in de meer noordelijke regionen. Het leeft in zandige en slibrijke zandgronden, half begraven in waterdiepten enkele meters beneden de laagwaterlijn tot 250 meter.